# Bareilles
Bareilles è un comune francese di 61 abitanti situato nel dipartimento degli Alti Pirenei nella regione dell'Occitania.

## Società

### Evoluzione demografica
Abitanti censiti

## Simboli
Lo stemma del comune di Bareilles si blasona: partito: nel 1º d'argento all'abete di verde; nel 2º d'oro alla vacca di rosso; al capo d'azzurro caricato di una chiave d'oro posta in palo.
L'abete fa riferimento ai boschi e al soprannome degli abitanti: eths Amporèrs, che significa "gli abeti"; la mucca rappresenta le mandrie che sono la principale attività economica della zona. La chiave simbolizza san Pietro.